# Gerard Edwards Smith
Reverendo Gerard Edwards Smith (Camberwell 1804 - Ockbrock, (Derby) 21 de diciembre de 1881) fue un Reverendo y orquidófilo británico.

## Biografía
Fue párroco de Sellinge, en Kent de 1830 a 1832, vicario de Cantley, Yorks de 1844 a 1846 y vicario de Osmaston, Derby de 1854 a 1871.
G.E. Smith era además un Naturalista y apasionado de las Orquídeas, recolector de especímenes vegetales sobre todo en su etapa en el condado de Yorks. Hay especímenes por el recolectados entre 1842 y 1847, en el "Bromfield Herbarium".
G.E. Smith estudió y describió varias especies de orquídeas que llevan su abreviatura en el nombre específico entre ellas en 1828 Epipactis purpurata.

## Obra
- Escribió el prefacio de "Ferns of Derbyshire", Howe. (1861)
- Contribuyó a "Flora of Derbyshire"
- Descripciones de Ophrys arachnites y Statice binervosa para el "English Botanical Suplement"

- La abreviatura «G.E.Sm. o G.E. Smith» se emplea para indicar a Gerard Edwards Smith como autoridad en la descripción y clasificación científica de los vegetales.[1]